# Longevità
La longevità è la durata della vita di un organismo, compresa la specie umana. Il termine si riferisce allo studio dei fattori biologici, ambientali e socioeconomici che influenzano l’estensione della sopravvivenza individuale e collettiva.

## Fattori biologici
La longevità è influenzata da numerosi fattori genetici, psicosociali e ambientali.

### Genetica
Studi su gemelli indicano che circa il 20-30% della variabilità nella durata della vita umana è attribuibile a fattori genetici, mentre il restante 70-80% è influenzato da fattori ambientali e comportamenti individuali modificabili. Tuttavia, in gruppi con un numero elevato di sopravvissuti il contributo dei geni risulta maggiore. Oltre 200 varianti genetiche sono state scoperte e associate alla longevità. Ad esempio, una variante del gene FOXO3A è stata associata alla longevità umana. La variante rs2802292 del gene FOXO3A sembra correlata ad una più alta attività dell’enzima telomerasi e alla lunghezza dei telomeri.

### Sistema immunitario
Le cellule linfocitarie di alcuni centenari presentano caratteristiche tipiche delle cellule dei giovani, sia nella capacità di innescare il meccanismo di riparazione dopo il danno ossidativo da H2O2 al DNA, sia nell’espressione del gene PARP.

## Fattori ambientali

### Ambiente e stile di vita
Lo stile di vita può svolgere un ruolo preventivo verso l’insorgenza e/o la trasmissioni delle malattie non trasmissibili associate all’invecchiamento, con un impatto sulla longevità umana.

#### Attività fisica
L’esercizio fisico può presentare alcuni benefici sulla longevità come il ritardo dell’invecchiamento e dell’infiammazione associata all’età. Mantenere buoni livelli di attività fisica riduce il rischio cardiovascolare, preserva la funzione muscolare e può aumentare la neurogenesi, le funzioni cognitive, l’equilibrio e la flessibilità. Inoltre con l’età il sistema immunitario si deteriora progressivamente, con risposte minori a nuovi patogeni e infiammazioni croniche di basso grado. L’esercizio fisico può ridurre i biomarcatori infiammatori e mantenere la funzione immunitaria Ad esempio, uno studio ha mostrato che un programma di esercizio aerobico ha contribuito a ridurre il rischio di malattia da coronavirus (COVID-19) aumentando le cellule del sistema immunitario come linfociti, globuli bianchi e monociti.

#### Ambiente
Le condizioni ambientali influiscono fortemente sulla longevità. Fattori come l’inquinamento dell’aria, l’accesso ad aree verdi, la qualità delle risorse igienico-sanitarie e il livello generale di stress possono aumentare il carico di danni cellulari e infiammatori che si accumulano nel tempo. In uno studio sull’UK Biobank sono state analizzate 25 esposizioni ambientali indipendenti associate a mortalità: si è visto che l’“esposoma” (l’insieme di tutte le esposizioni ambientali) spiega circa 17 punti percentuali della variabilità di mortalità oltre a età e sesso, mentre le predisposizioni genetiche ne spiegano solo ~2%.

#### Nutrizione
Le diete equilibrate e ricche di antiossidanti e micronutrienti sono collegate ad una vita più lunga e sana. Ad esempio aderire alla dieta mediterranea può ridurre il rischio di malattie cardiovascolari, ictus, cancro e demenza. Al contrario, diete ad alto contenuto di zuccheri semplici, grassi saturi e cibi ultra-processati favoriscono l’infiammazione e malattie quali obesità e diabete.

## Zone Blu e Longevità
Le Zone blu sono aree geografiche dove la percentuale di persone longeve (oltre i 100 anni) è particolarmente alta. In particolare, sono state identificate cinque Zone Blu: Sardegna (Italia), Okinawa (Giappone), Nicoya (Costa Rica), Ikaria (Grecia) e Loma Linda, California (USA). In queste aree la frequenza di centenari è fino a dieci volte superiore alla media nazionale degli Stati Uniti. Le persone delle Zone Blu tendono a svolgere movimenti quotidiani spontanei (camminare, fare giardinaggio, lavori domestici) senza esercizio fisico programmato, e talvolta seguono una dieta a prevalenza vegetale. Un altro elemento condiviso è il forte senso di scopo di vita e di appartenenza sociale: gli anziani sono integrati nella comunità, mantengono legami familiari stretti e partecipano a reti sociali attive. Vengono inoltre praticate abitudini come rituali quotidiani per rilassarsi e regole alimentari come la “regola dell’80%” (fermarsi di mangiare prima di essere sazi).

## Tecnologie emergenti
Negli ultimi anni sono emerse varie strategie volte a estendere la qualità e la longevità di vita umana, basate sulle conoscenze di biologia dell’invecchiamento.

### Senolitici
Alcuni farmaci o molecole (ad es. la combinazione dasatinib+quercetina) che eliminano selettivamente le cellule senescenti. Nei topi, i senolitici riducono la frazione di cellule senescenti in tessuti, migliorano la funzione cardiaca e ossea e prolungano la vita. Tuttavia, si necessitano maggiori studi sull’essere umano.

## Questioni etiche
La ricerca sull’estensione della longevità solleva anche importanti riflessioni etiche e sociali. Tra i temi discussi vi sono l’equità nell’accesso a eventuali interventi antietà e l’impatto sulla società. Infatti, trattamenti di allungamento della vita potrebbero accentuare le disuguaglianze sociali se beneficiassero principalmente i soggetti più ricchi.